# Persicaria hybrida
Persicaria hybrida là một loài thực vật có hoa trong họ Rau răm. Loài này được (Chaub.) Soják mô tả khoa học đầu tiên.